# FK Velež Mostar
A Velež Mostar egy bosznia-hercegovinai labdarúgócsapat Mostar városából. A klubot 1922-ben alapították, egyszeres Bosznia-hercegovinai, valamint kétszeres jugoszláv kupagyőztes, illetve egyszeres Balkán-kupa győztes. A klub jelenleg a Bosznia-hercegovinai élvonalban szerepel.

## Története
A klubot 1922 június 26-án alapították Mostar városában. A klub nevét a környékbeli Velež hegyről kapta. A klub 1952-ben jutott fel először a jugoszláv élvonalba, ahonnan ugyan rögtön kiesett, azonban 1955-ben visszajutott és utána Jugoszlávia felbomlásáig folyamatosan az élvonalban szerepelt. A klub először 1958-ban szerepelt a jugoszláv kupa döntőjében, azonban azt elveszítette a Crvena zvezda csapata ellen. A klub a hetvenes években kétszer is ezüstérmes lett a bajnokságban (1973, 1974), valamint 1976-ban döntőt játszott a Közép-európai kupában. A klub 1981-ben jugoszláv kupagyőztes lett, valamint elhódította a Balkán-kupát; a döntőben a bolgár Botev Plovdiv csapatát múlták felül. 1986-ban ismét jugoszláv kupagyőztes lett a csapat, 1987-ben pedig bajnoki ezüstérmes. A klub Jugoszlávia felbomlását követően a Bosznia-hercegovinai élvonal küzdelmeiben indulhatott el, ahol egészen 2003-ig szerepeltek, amikor kiesett a csapat. 2006-ban ismét feljutott az élvonalba, majd 2016-ban ismét kiestek. 2019 óta ismét az élvonalban szerepelnek. A klub eddigi legjobb helyezése a bajnokságban egy harmadik hely a 2020–21-es szezonban. A csapat 2022-ben megnyerte a Bosznia-hercegovinai kupát.

## Sikerek
- Bosznia-hercegovinai másodosztályú labdarúgó-bajnokság
  - Bajnok: 2005–06, 2018–19
  - Második: 2003–04, 2004–05
- Bosznia-hercegovinai labdarúgókupa
  - Győztes: 2021–22
  - Második: 2022–23
- Jugoszláv labdarúgó-bajnokság
  - Második: 1972–73, 1973–74, 1986–87
- Jugoszláv másodosztályú labdarúgó-bajnokság
  - Bajnok: 1952, 1954–55
- Jugoszláv labdarúgókupa
  - Győztes: 1980–81, 1985–86
  - Második: 1957–58, 1988–89
- Balkán-kupa
  - Győztes: 1980–81
- Közép-európai kupa
  - Második: 1976

## Keret
2023. február 22-i állapotnak megfelelően.
| #  |     | Poszt | Név              |
| -- | --- | ----- | ---------------- |
| 3  | CRO | V     | Antonio Pavić    |
| 4  | BIH | V     | Denis Zvonić ()  |
| 5  | BIH | V     | Adin Bajrić      |
| 6  | BIH | KP    | Samir Zeljković  |
| 7  | BIH | KP    | Omar Pršeš       |
| 8  | BIH | V     | Ante Hrkać       |
| 9  | BIH | CS    | Nedim Hadžić     |
| 10 | BIH | KP    | Nemanja Anđušić  |
| 11 | BIH | KP    | Haris Ovčina     |
| 12 | BIH | K     | Edis Nanić       |
| 13 | BIH | CS    | Lejs Pličanić    |
| 14 | BIH | KP    | Ardonis Mućaj    |
| 17 | BIH | CS    | Nermin Haskić    |
| 18 | SRB | KP    | Jovan Blagojević |

| #  |     | Poszt | Név                |
| -- | --- | ----- | ------------------ |
| 20 | BIH | CS    | Dževad Sijamija    |
| 22 | MNE | V     | Mitar Ćuković      |
| 24 | BIH | KP    | Dino Hasanović     |
| 25 | CRO | V     | Frane Ikić         |
| 26 | BIH | KP    | Emir Halilović     |
| 27 | SOL | CS    | Raphael Lea’i      |
| 28 | BIH | KP    | Edo Vehabović      |
| 29 | BIH | V     | Elvir Muminović    |
| 30 | GER | V     | Marko Karamarko    |
| 31 | AUT | K     | Osman Hadžikić     |
| 70 | BRA | KP    | Wallace            |
| 80 | CRO | KP    | Tino Blaž Lauš     |
| 88 | SRB | V     | Saša Domić         |
| 93 | BIH | K     | Slaviša Bogdanović |

## Híres játékosok
- Dušan Bajević
- Ivica Barbarić
- Ivan Ćurković
- Vahid Halilhodžić
- Mišo Krstičević
- Enver Marić
- Vladimir Matijević
- Muhamed Mujić
- Boro Primorac
- Kruno Radiljević
- Semir Tuce
- Franjo Vladić
- Zlatko Dalić
- Goran Jurić